# Pulo Baro (Tangse)
Pulo Baro is een bestuurslaag in het regentschap Pidie van de provincie Atjeh, Indonesië. Pulo Baro telt 877 inwoners (volkstelling 2010).